# Війна Гніву
Війна Гніву (англ. War of Wrath) або Велика Битва — одна з найбільших і найважливіших подій у Середзем'ї у легендаріумі Дж. Р. Р. Толкіна, остання битва проти Морґота наприкінці Першої Епохи.
Ельфійський владика Елронд на своїй Раді порівняв Останній союз ельфів і людей Другої Епохи з Війною Гніву :
«… і я тоді подумав, що її міць і сила, її горді прапори і могутні витязі нагадують мені найдавнішу — Першу , — Епоху та Велику З'єднану Дружину, яка розгромила похмурий Тангородрім …»
У «Книзі Років» використано назву «Велика Битва». Найвідоміша версія викладена в «Сильмариліоні», найдокладнішу — в «Пізніх Анналах Белеріанда». Решта версій і обривки фактів війни з'являються в ранніх версіях легендаріуму.

## Версія «Сильмариліону»
Як написано в «Сильмариліоні», через п'ять століть після сходу Сонця Морґот переміг усіх, хто йому опирався, і став найсильнішим правителем Середзем'я. Великий мореплавець Еаренділ, освітлюючи Сильмарилом свій шлях через Зачаровані острови та Розділяючі Моря, що приховували Аман, приплив на Заокраїнний Захід, щоб просити Валарів зглянутися над долями народів, що населяють Середзем'я, і, нарешті, позбавити світ від Морґота.
Валари прислухалися до благання та спорядили величезні сили ваніарів, нолдорів Фінарфіна та майарів на допомогу Середзем'ю. Перевезли їхні кораблі телері під командуванням Ельвінґ, але самі Телері в битвах участі не брали.
Військо Валарів повністю розгромило армію орків Моргота і знищило більшість балроґів і драконів-урулоків. У той час як Три Будинки Людей, Едайн, билися на стороні Валар, багато істерлінґів прийняли сторону Мелькора і були або розгромлені, або втекли далеко на схід Середзем'я.
Після перемоги військо Валарів переслідувало залишки армій Мелькора до Анґбанду, де він випустив свою останню та найбільшу силу — зграю крилатих драконів, небачених досі. Військо Валарів нічого не змогло вдіяти з ними та відступило. Тоді з небес на драконів обрушилися Еаренділ зі своїм кораблем Вінґілоте і Орли Торондора, Владики Орлів Манве; над Анґбандом вибухнув великий повітряний бій, у якому більшість драконів було знищено. Сам Еаренділ убив найбільшого з драконів — Анкалаґона Чорного, обваливши його тіло на піки Танґородріму і тим самим знищивши їх. Валари розібрали укріплення Анґбанду і на самому його дні схопили Морґота. Владика Темряви був пов'язаний ланцюгом Анґаінором, з його Залізної Корони зробили нашийник, а Майа Еонве, герольд Манве, вийняв з неї Сільмаріли. Після суду Мелькор був навічно, до кінця світу, викинутий у зовнішню Предвічну Порожнечу поза Стіни Світу.
Наслідки війни були жахливими. Річка Сіріон зникла внаслідок катастрофічних зрушень що перетворили долини на пагорби, а гори й пагорби на западини; більшу частину земель на захід від Ереду Луїн накрило море. Тим ельфам Белеріанду, які вижили, Еонве запропонував повернутися з ним у землі Аману. Більшість погодилася, хоча велика кількість віддала перевагу вирушити на схід, де вони стали владиками нолдорів і сіндарів. Наприклад, так вчинили Ґаладріель і Келеборн, тоді як Ґіл-Ґалад заснував державу ельфів — нолдорів в Ліндоні.
Що стосувалося людей Белеріанда, то після поразки Моргота тим з едайн, хто воював за Валар, був дарований у вічне володіння острів Андор. Під пануванням Елроса вони заснували там царство Нуменор. Частина людей відмовилася переселятися, осівши в Еріадорі (пізніше змішавшись з Вірними нуменорцями, вони дали початок дунедайн Арнора) або Рованіоне (від них походять предки рогірімів, беорнінгів і бардінгів).
Головний слуга Мелкора, Саурон, злякавшись гніву Валарів, спочатку здався Еонве, але був призваний до Валінору, щоб там дати відповідь за свої діяння та отримати вирок. Однак побоявшись того, що втратить свободу, Саурон втік на схід, як і залишки драконів, балроґів й орків, щоб загрожувати вільним народам Середзем 'я упродовж багатьох століть.

## ВерсіяІсторії Средзем'я
Одночасно з Квента Сильмариліон були написані і Аннали Белеріанда, складний варіант з точки зору, яка відрізняється від «Сильмариліону». Загалом зміни стосуються збільшення кількості подробиць Війни; місця битв залишені без змін.
Ключові відмінності:
- Присутні деталі битви з орками;
- Присутні описи проміжних битв, зразок битви у Озері сутінків (Аілін Уіал);
- У ранніх версіях Анналів в битвах присутні Тулкаса та інші Валари;
- Детально описаний перехід через Сіріон, який зображений як глибока і широка річка;
- Відмінності у тимчасовій структурі: вся війна, за версією Анналів, зайняла приблизно сорок років.

## Вплив на сучасну культуру
Існує кілька музичних адаптацій на тему Війни Гніву:
- Пауер/епік метал група Blind Guardian (досл. Сліпий Страж) для свого альбому Nightfall in Middle-Earth (досл. Сутінки в Середзем'ї) (повністю заснованому на Сильмариліоні) записали композицію з короткої розмови між Сауроном і Морґотом наприкінці Війни Гніву, в якій Саурон закликає Морґота бігти від військ Валар, але той відмовляється. Трек так і називається — War of Wrath
- Епік/готик метал група Battlelore з Фінляндії, яка співає тільки про Середзем'я, для альбому Sword's Song записала композицію під назвою War of Wrath. Вірші пісні оповідають про смерть Морґота.